# Maria Fominykh
Maria Vladimirovna Fominykh (en russe : Мария Владимировна Фоминых), née le 6 février 1987 à Krasnoïarsk, est une joueuse d'échecs et une journaliste russe.

## Palmarès dans les compétitions entre jeunes
Maria Fominykh apprend à jouer aux échecs à l'âge de sept ans. Elle est deux fois vainqueur du championnat de Russie d'échecs de la jeunesse : en 2001, dans la catégorie des filles de moins de 14 ans et, en 2003, dans la catégorie des filles de moins de 16 ans.
De 1997 à 2004, Maria Fominykh défend les couleurs de la Russie lors des divers championnats d'Europe d'échecs de la jeunesse, ainsi qu'aux championnats du monde d'échecs de la jeunesse, dans différentes catégories d'âge. Elle remporte en particulier quatre médailles: 
- l'or en 2003, au championnat d'Europe dans la catégorie des filles de moins de 16 ans
- l'argent en 2001, au championnat du monde dans la catégorie des filles de moins de 14 ans
- le bronze par deux fois. La première fois en 2002, au championnat du monde dans la catégorie des filles de moins de 16 ans, et la seconde fois en 2004, au championnat d'Europe dans la catégorie des filles de moins de 16 ans.

## Palmarès adulte
En 2006, Maria Fominykh prend la troisième place de la Coupe d'échecs de Russie féminine. 
En 2010, elle termine à la troisième place du championnat d'échecs féminin de Moscou.

## Titres internationaux
En 2009, elle reçoit le titre FIDE de maître international féminin (MIF). Huit ans plus tard, en 2017, elle devient grand maître international féminin.

## Activités de journalisme
Maria Fominykh est journaliste de profession. Elle a réalisé plusieurs émissions d'échecs sur diverses chaînes de télévision russes.